# Opper-Hongarije

Vorstendom Opper-Hongarije als Ottomaanse vazalstaat in 1683.

Opper-Hongarije (Hongaars: Felvidék, "Opland") is de historische benaming voor het noordelijke gedeelte van het Koninkrijk Hongarije en komt grotendeels overeen met het huidige Slovakije. De regio werd in het Hongaars ook aangeduid als Felső-Magyarország, "Opper-Hongarije".
Tijdens de Ottomaanse oorlogen werd met Opper-Hongarije enkel het noordoostelijke gedeelte van het Koninkrijk Hongarije bedoeld. De noordwestelijke gebieden (het huidige Centraal- en West-Slovakije) behoorden tot Neder-Hongarije. In de loop van de 18e en 19e eeuw verschoof de betekenis van Opper-Hongarije naar het hele noordelijke gebied van het koninkrijk.
De bevolking van Opper-Hongarije was zeer gemengd en bestond voornamelijk uit Slovaken, Hongaren, Duitsers en Roethenen. De eerste gedetailleerde bevolkingsgegevens dateren uit de 18e eeuw en duiden op een Slovaakse meerderheid binnen de bevolking van Opper-Hongarije.